# Michael Kanan
Michael Kanan (Boston) is een Amerikaanse jazzpianist en -arrangeur.

## Biografie
Michael Kanan begon op 7-jarige leeftijd met pianospelen, op 10-jarige leeftijd kwam hij naar de jazz. Een van zijn docenten was de pianist Harvey Diamond, een leerling van Lennie Tristano. Tijdens zijn studie aan het Boston College trad hij op met Tal Farlow, Lee Konitz, Al Cohn en Alan Dawson. Na zijn afstuderen werkte hij eerst als freelance muzikant in en rond Boston, waarna hij in 1991 naar New York verhuisde om te studeren bij de Tristano-student Sal Mosca. Hij werkte ook in het New Yorkse jazzcircuit met musici als Kurt Rosenwinkel (Intuit, 1998), Mark Turner, Jorge Rossy Nat Su (The J.Way, 1997) en als begeleider van zangers. In 1996 werd hij lid van Jimmy Scotts band, toerde met hem door de Verenigde Staten, Europa en Japan en nam vier albums met hem op, waaronder Over the Rainbow (2004).
In 2001 werd Michael Kanan pianist en arrangeur voor jazzzangeres Jane Monheit, met wie hij op tournee ging, verschillende albums opnam (In the Sun, 2002, Taking a Chance on Love, 2004) en optrad in o.a. de Late Show with David Letterman. Michael Kanan werkt ook met zijn eigen trio en nam de twee albums Convergence (1999) en The Gentleman Is A Dop op met bassist Ben Street en drummer Tim Pleasant voor het Spaanse Fresh Sound New Talent label. Hij nam ook het duoalbum Dreams And Reflections op met altsaxofonist Nat Su. Hij speelt ook met een trio van Eliot Zigmund en bassist Lee Hudson. Momenteel (2018) heeft Kanan een trio met Aidan O'Donnell (contrabas) en Doron Tirosh (drums). Michael Kaman woont in Brooklyn (New York).